# Бечу (Телеорман)
Бечу (рум. Beciu) — село у повіті Телеорман в Румунії. Входить до складу комуни Бечу.
Село розташоване на відстані 123 км на захід від Бухареста, 53 км на захід від Александрії, 76 км на південний схід від Крайови.

## Населення
За даними перепису населення 2002 року у селі проживали 1277 осіб, усі — румуни. Усі жителі села рідною мовою назвали румунську. Станом на 1 грудня 2021 року населення складало 1445 осіб. Густота населення — 40,80 осіб/км².